# Мартин Макдона
Мартин Фаранан Макдона (енгл. Martin Faranan McDonagh; Камбервел, 26. март 1970) је британски и ирски драмски писац, сценариста, продуцент и редитељ.
Рођен је 26. марта 1970. у Кембервелу у Лондону од родитеља Ираца. Његови родитељи су се 1992. преселили у Галвеј у Ирској, остављајући Мартина са братом Џоном Мајклом Макдоном у Лондону. Мартин Макдона је своју прву представу поставио 1996. („Краљица лепоте из Леенана“) и освојио је низ британских награда. Освојио је Оскара за кратки филм 2006. („Шест стрелаца“), био је номинован за још три Оскара, 2018. освојио је три БАФТА-е од четири номинације и два Златна глобуса од три номинације за филм Три билборда испред Ебинга у Мисурију. Макдона је један од најпопуларнијих живих ирских драматичара (драматурга).
Режирао је мрачне филмске комедије У Брижу (2008), Седам психопата (2012), Три билборда испред Ебинга у Мисурију (2017) и Духови острва (2022).